# Schloss Maria-Loretto

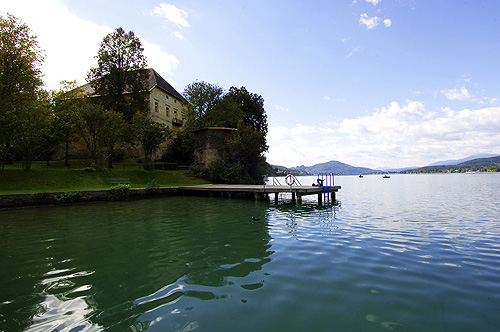
Das im 18. Jahrhundert errichtete Schloss auf der Halbinsel Maria Loretto. Der vorne sichtbare Turm ist ein Überbleibsel des ursprünglichen Baues.

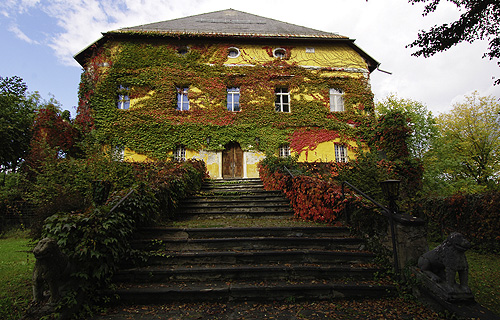
Frontalansicht des verfallenden Schlossgebäudes im Herbst 2005

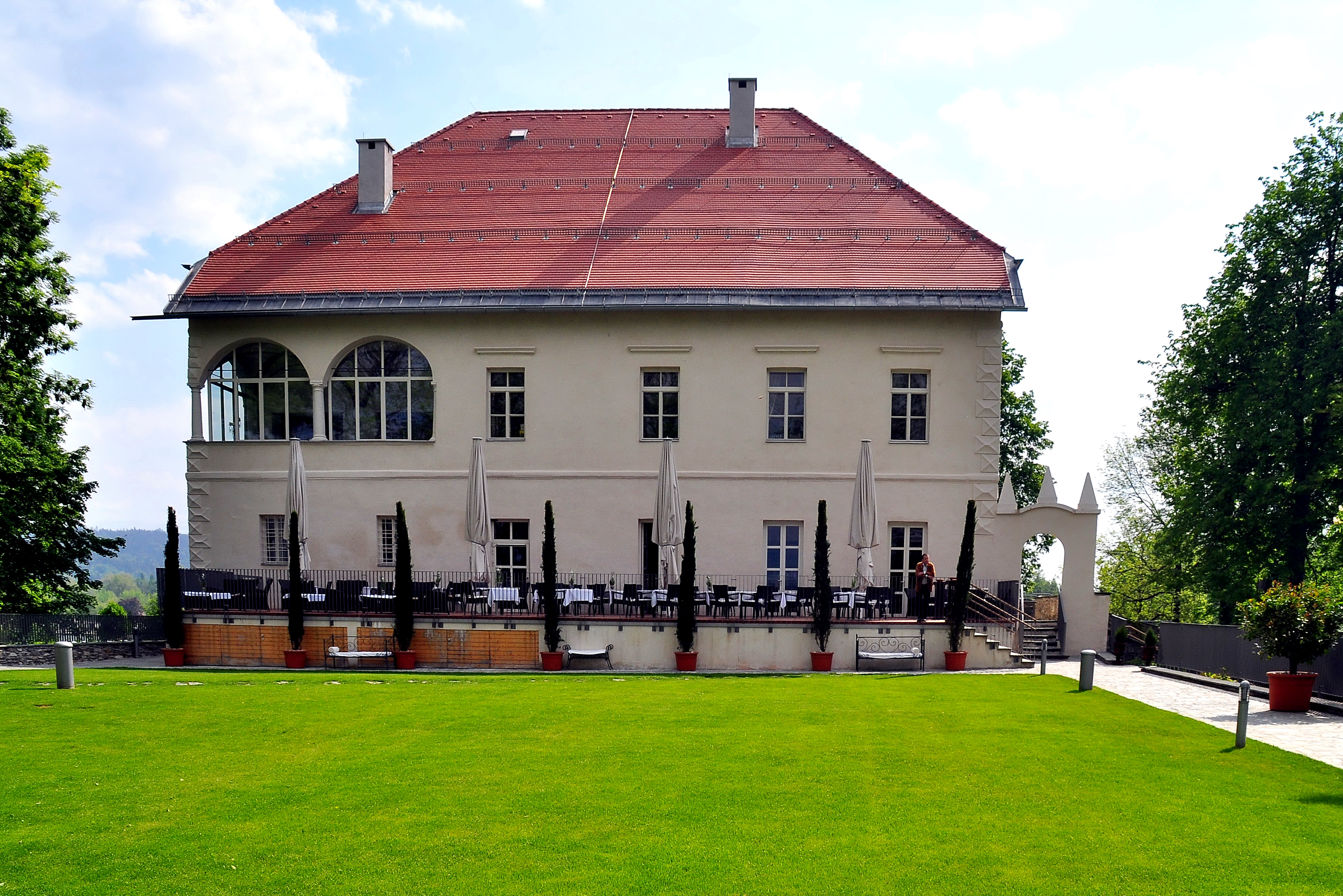
Westansicht nach der Sanierung

Das Schloss Maria-Loretto befindet sich in der Ostbucht des Wörthersees auf der Halbinsel Maria Loretto, neben der Einmündung des Lendkanals im Stadtgebiet von Klagenfurt am Wörthersee. Nachdem sich das Schloss seit seiner Erbauung im Besitz der Familie Orsini-Rosenberg befunden hatte, erwarb es die Stadt Klagenfurt Ende des Jahres 2002. Das Gebäude und die Parkanlage wurden im Jahr 2007 durch einen Umbau erneuert und der Öffentlichkeit zugänglich gemacht. Ein privates Unternehmen betreibt derzeit auf dem Areal des Schlosses ein Veranstaltungszentrum.
Direkt neben dem Schloss befindet sich ein öffentliches Seebad, das früher zum Park des Schlosses gehörte, sowie ein Restaurant im ehemaligen Wirtschaftsgebäude des Schlosses. Um das Jahr 1840 führte eine Allee vom heutigen Campingplatz über den Schlosspark bis zum Ufer des Wörthersees.

## Geschichte
Im Jahr 1650 erwarb Johann Andreas von Rosenberg die Halbinsel und ließ im Jahr 1652 ein großes Schloss mit einem Kranz von freistehenden Türmen und Prunkportalen errichten. Im Jahr 1708 zerstörte ein Brand den Großteil dieser Anlage, nur mehr Reste freistehender Türme sind erhalten. Ein Turm steht heute noch auf dem Gelände des Seebades. Das danach errichtete Gebäude zeigt sich wesentlich schlichter. Ebenso sind die prachtvollen Brücken verschwunden, denn die Insel wurde durch Anschüttungen und Verlandung zur Halbinsel. Die in drei handgeschriebenen Bänden der jeweiligen Schlossbesitzer aufgezeichnete detailreiche Geschichte der Halbinsel befindet sich im Besitz eines früheren Besitzers und Miteigentümers des Schlosses.

## Architektur
Das heute sichtbare Schloss ist ein Bau aus dem 18. Jahrhundert, der sich als wuchtiges, aber schlichtes Gebäude mit fast quadratischem Grundriss zeigt. Auf den massiven Stützmauern zum Lendkanal steht die Maria-Loretto-Kapelle, ursprünglich im Jahr 1660 fertiggestellt und nach einem Brand im Jahr 1768 erneuert. Die Lage des Schlosses auf der hervorstehenden Halbinsel bietet einen herrlichen Blick über den Wörthersee.

## Historische Darstellungen

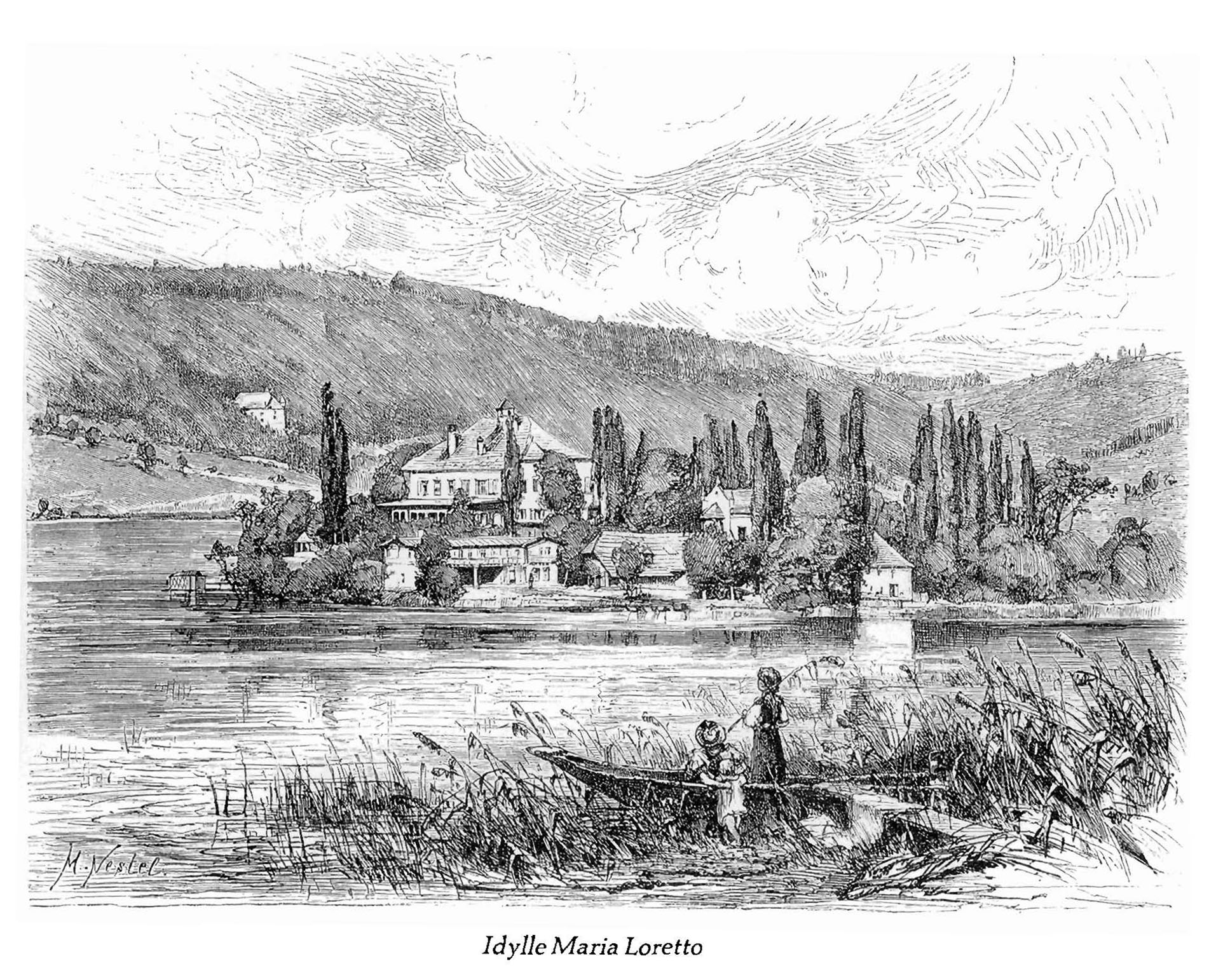
Idylle Maria Loretto, Zeichnung von M. Nestel um 1872
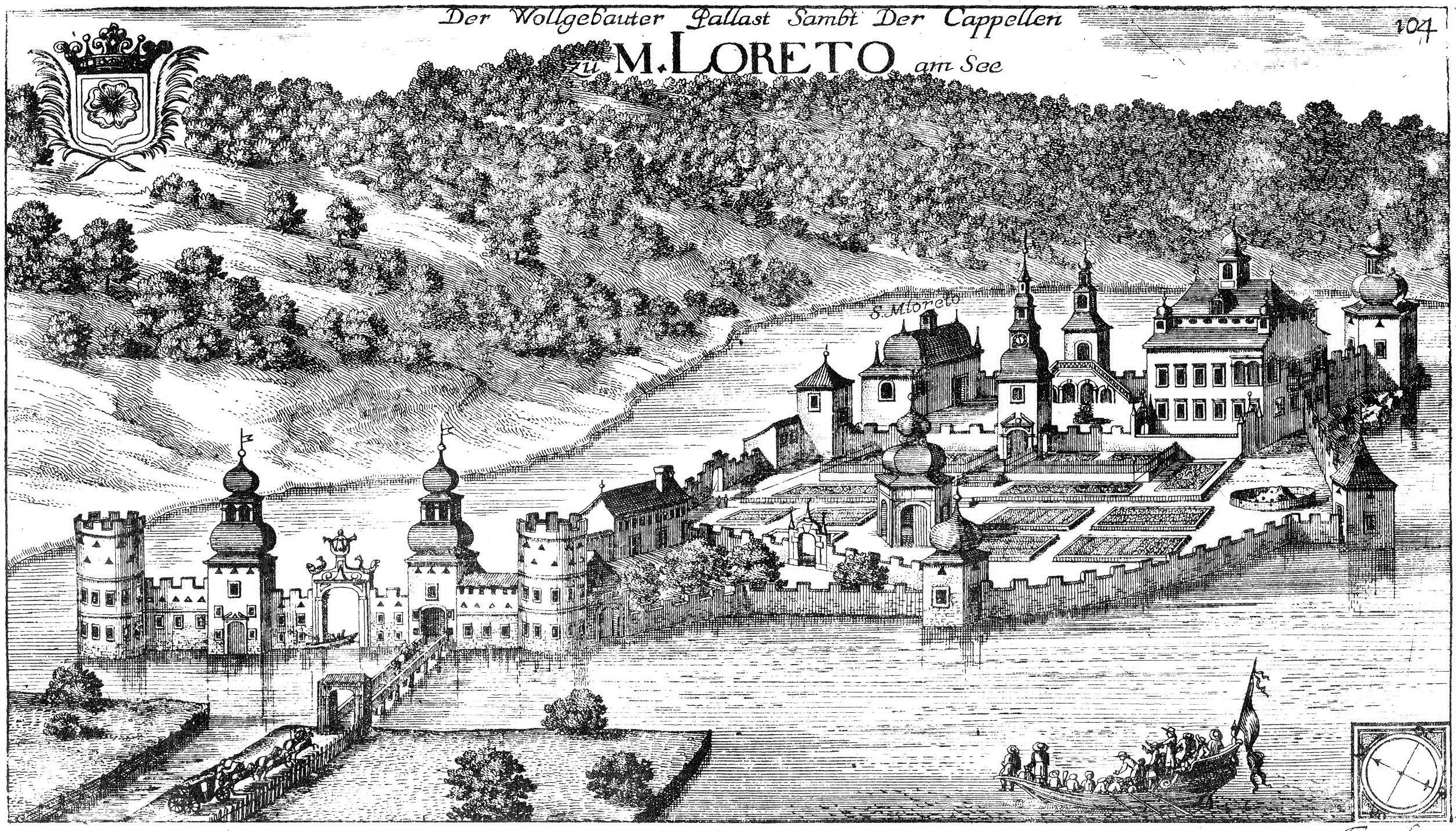
Das prachtvolle Schloss Maria-Loretto um 1680, wie es Valvasor noch zu sehen bekam
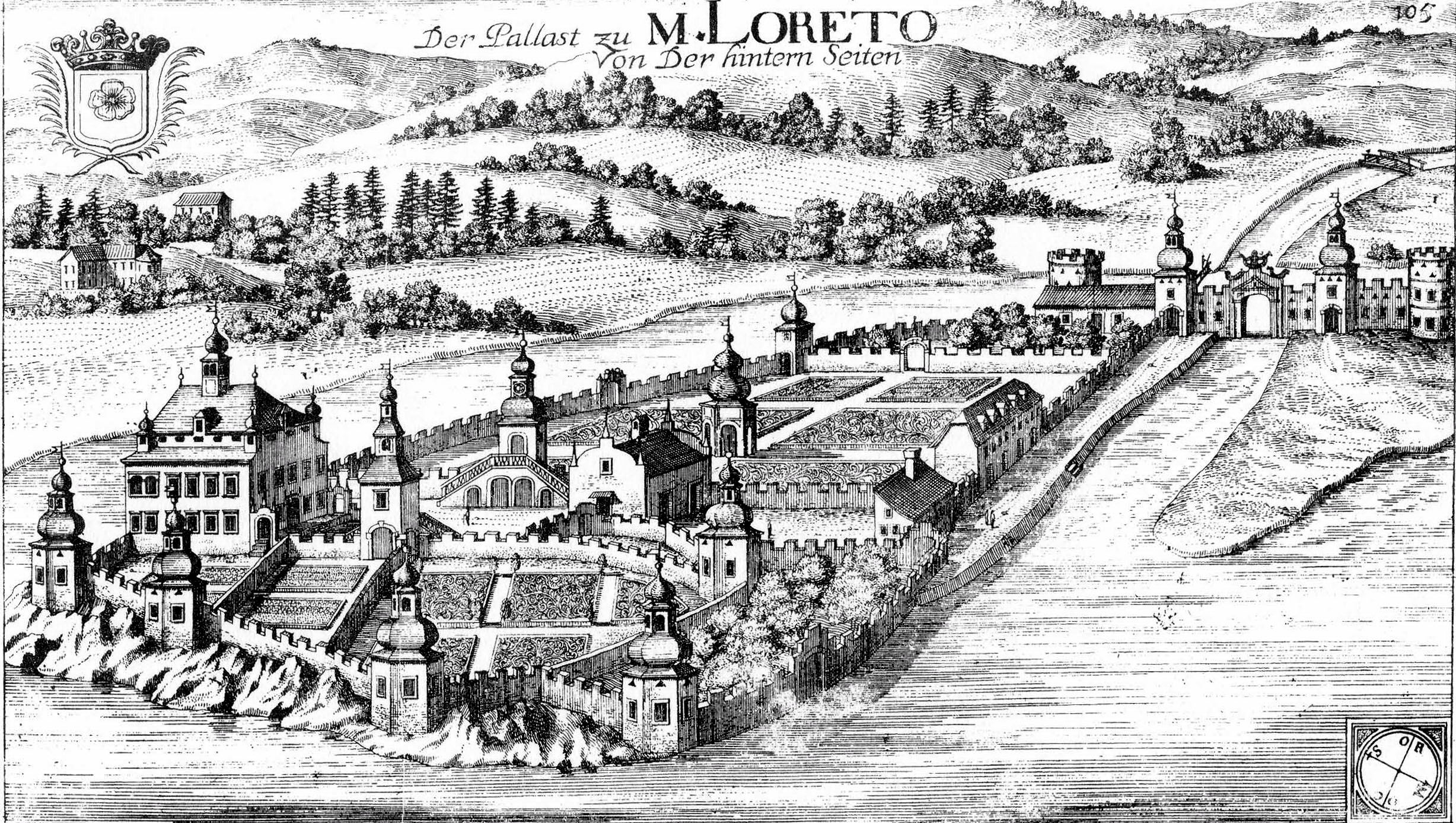
Schloss Maria-Loretto von Valvasor um 1680, Westansicht